# والت بالمر
والت بالمر (بالإنجليزية: Walt Palmer)‏ (16 يوليو 1907 في المملكة المتحدة - 1 يناير 1985) هو لاعب كرة قدم بريطاني (وحمل سابقاً جنسية المملكة المتحدة لبريطانيا العظمى وأيرلندا) في مركز الهجوم. لعب مع ليدز يونايتد ونادي بيرنلي ونادي ساوثبورت ونادي شيلبورن ووركشوب تاون ‏.